# Commercial Metals Company
Commercial Metals Company (NYSE: CMC) er en amerikansk producent af armeringsstål til byggeri, der er baseret i Dallas, Texas.
CMC har over 12.000 ansatte på 212 lokaliteter i USA, Storbritannien og Centraleuropa. Virksomheden blev etableret i 1915 Jacob Feldman som en skrothandel under navnet American Iron & Metal Company.